# Белег (планина)
Белег (на албански: Maja Beleg от Beleg; на черногорски и сръбски: Белег, Beleg) е планина с едноименен най-висок връх от 2102 м надморска височина, намираща се между Косово и Черна гора. 
Белег е част от масива на Мокра гора и въобще на Проклетия, но понякога се смята като самостоятелен масив. Най-високата кота на Проклетия от този масив е връх Поглед с 2155 м, който се намира на няколко километра северозападно от град Изток в Косово.
Интересна особеност е, че етимологията на думата „белег“ е прабългарска.